# Reichskonkordat
Als Reichskonkordat wird der am 20. Juli 1933 zwischen dem Heiligen Stuhl und dem Deutschen Reich geschlossene Staatskirchenvertrag bezeichnet. In diesem völkerrechtlichen Vertrag aus der NS-Zeit wurde das Verhältnis zwischen dem Reich und der römisch-katholischen Kirche geregelt. Es ist weiterhin gültig.

## Vorgeschichte
Die Folgen des Kulturkampfes im letzten Drittel des 19. Jahrhunderts in Preußen, der Sturz der meisten europäischen Monarchien infolge des Ersten Weltkriegs 1918, die staatliche Neuordnung Europas nach den Pariser Vorortverträgen sowie die Wiedererlangung der staatlichen Souveränität des Vatikans durch die Lateranverträge machten es für die katholische Kirche notwendig, ihre internationalen Beziehungen neu zu regeln. Die erstmalige umfassende Kodifizierung des lateinischen Kirchenrechts im Codex Iuris Canonici (CIC) von 1917 war ein weiterer Beweggrund, die äußeren Rechtsbeziehungen durch Konkordate mit dem CIC in Beziehung zu setzen. Unter Papst Pius XI. und dessen Kardinalstaatssekretär Pietro Gasparri wurden zahlreiche Konkordate geschlossen, unter anderem mit Lettland 1922, Portugal 1928, Italien 1929 und Österreich 1933.
Nachdem frühere Vereinbarungen über das Verhältnis von Staat und Kirchen im Reich durch die Novemberrevolution und die Weimarer Reichsverfassung (WRV) 1918/19 an Geltung verloren hatten, bemühten sich sowohl der Heilige Stuhl als auch Politiker der katholischen Zentrumspartei in den 1920er Jahren wiederholt um den Abschluss eines neuen Konkordats zwischen dem Heiligen Stuhl und dem Deutschen Reich.
Der Apostolische Nuntius im Deutschen Reich, Eugenio Pacelli (der spätere Papst Pius XII.), konnte auf Länderebene Konkordate mit Bayern (1924), Preußen (1929) und Baden (1932) schließen. Auf der Reichsebene scheiterten die Verhandlungen jedoch aus verschiedenen Gründen:
Mit den instabilen Reichsregierungen während der Zeit der Weimarer Republik waren einerseits nur schwer längere Verhandlungen zu führen, andererseits weigerten sich alle Regierungen konstant, in der Frage der Konfessionsschulen, des Religionsunterrichts, der Anerkennung ausschließlich kirchlicher Trauungen „in Fällen sittlichen Notstandes“ und der finanziellen Leistungen des Staates an die Kirche nach Artikel 138 der WRV den Forderungen der Kurie entgegenzukommen.

## Verhandlungen und Abschluss 1933

### Kontaktaufnahme
Schon bald nach der Ernennung Hitlers zum Reichskanzler wurden die Verhandlungen über ein Reichskonkordat wieder aufgenommen. Dass dabei die Initiative von Seiten der deutschen Regierung ausging, ist historisch gesichert. Zweifel bestehen hingegen über den Zeitpunkt der neuerlichen Kontaktaufnahme. Heinrich Brüning berichtet in seinen Memoiren, Hitler und Vizekanzler Franz von Papen hätten bereits Anfang März 1933 dem damaligen Vorsitzenden der Zentrumspartei, Ludwig Kaas, den schnellen Abschluss eines Reichskonkordats angeboten, sollte das Zentrum dem Ermächtigungsgesetz zustimmen.
Die historische Forschung zieht diese Aussagen allerdings vielfach in Zweifel, da Brünings Memoiren aus der Zeit nach seiner Kanzlerschaft mehrmals vom Versuch persönlicher Rechtfertigungen bestimmt sind und sein Verhältnis zu Kaas zusätzlich seit dem Herbst 1931 als schwer zerrüttet gilt. Als Indiz für Brünings Darstellung kann die „Kundgebung der deutschen Bischöfe“ vom 28. März 1933 herangezogen werden, in der der Episkopat die bisher geltenden Warnungen vor der NSDAP relativierte. Dies kann einerseits als Bemühen gedeutet werden, anstehende Konkordatsverhandlungen nicht zu gefährden, andererseits aber auch als bloße Annahme des „unerwarteten Friedensangebotes“, das Hitler in seiner Regierungserklärung vom 23. März 1933, in der er den Kirchen ihre Rechte garantiert und das Christentum als „unerschütterliches Fundament des sittlichen und moralischen Lebens unseres Volkes“ bezeichnet hatte, den Kirchen gemacht hatte. Bereits Anfang März 1933 hatte Papst Pius XI. seine Einstellung zum Nationalsozialismus zwischenzeitlich revidiert. Der Papst lobte Hitler in mehreren Audienzen als Vorkämpfer gegen den Bolschewismus und nahm das Lob in abgeschwächter Form auch in eine Ansprache auf, die er am 13. März vor dem römischen Konsistorium hielt. Obwohl Pius seine Haltung unter dem Eindruck zunehmender staatlicher Repressalien gegen katholische Politiker, Beamte und Geistliche in Deutschland schon Anfang Mai abermals ändern sollte, verbesserte die positive Sichtweise auf Hitlers Antikommunismus das Verhandlungsklima bei den ersten Sondierungen.

### Die Verhandlungen
Franz von Papen gab am 2. April 1933 öffentlich bekannt, dass die Reichsregierung den Abschluss eines Konkordats anstrebe. Später (auch schon vor 1945) wies von Papen stets darauf hin, dass dabei die Initiative innerhalb der Reichsregierung von ihm ausgegangen sei. Die Glaubwürdigkeit auch dieser Behauptung ist in der Forschung umstritten, jedoch hat der Heilige Stuhl nach Abschluss des Konkordats 1933 wiederholt unwidersprochen darauf hingewiesen, dass die Initiative auf jeden Fall aus den Reihen der Reichsregierung gekommen sei, ob nun durch von Papen oder ein anderes Mitglied, ist nicht geklärt.
Hitler hatte großes Interesse am Abschluss eines Konkordats. Er hoffte, ähnlich wie bei den Bestimmungen des italienischen Konkordats von 1929, den Klerus von parteipolitischer Betätigung fernhalten zu können und über kurz oder lang auch die politische Vertretung der Katholiken im Reich, die Zentrumspartei, ausschalten zu können, wenn sich der Nationalsozialismus als kirchenfreundlich zeige und dadurch verstärkt ins katholische Wählerreservoir eindringen könne.
Die erste Verhandlungsrunde tagte Ostern 1933 im Vatikan. Der neue Kardinalstaatssekretär Pacelli bot dem deutschen Delegationsleiter von Papen an, im Einklang mit den Bestimmungen des CIC, can. 139, die politischen Betätigungsmöglichkeiten des Klerus so weit einzuschränken, dass sie de facto nur mehr mit päpstlichem Dispens möglich gewesen wären, auf deren Gewährung der Heilige Stuhl weitgehend verzichten wollte. Im Gegenzug sollte das Deutsche Reich der Kirche in der Frage der Bekenntnisschulen und des Religionsunterrichts weit entgegenkommen.
Dieses Angebot ging Hitler jedoch nicht weit genug. Er wollte ein generell festgeschriebenes Verbot politischer Betätigung für Kleriker durchsetzen und war dafür bereit, die schulpolitischen Forderungen Pacellis weitgehend zu akzeptieren. Die deutschen Bischöfe intervenierten gegen den vollkommenen Rückzug der Pfarrer aus der politischen Öffentlichkeit und wollten zusätzlich den Schutz der katholischen Verbände berücksichtigt wissen.
Nach offenem Straßenterror der SA gegen den in München stattfindenden Gesellentag des Kolpingwerks am 11. Juni 1933 erschien die letzte Forderung vordringlich. Die Bischöfe glaubten, nur noch durch die Garantie der katholischen Verbände in einem Konkordat den Verbandskatholizismus vor der Gleichschaltung retten zu können.
An der entscheidenden zweiten Verhandlungsrunde vom 6. bis 8. Juli in Rom nahmen für die katholische Seite neben Pacelli Alfredo Ottaviani, Giovanni Battista Montini, der Freiburger Erzbischof Conrad Gröber als Beauftragter der deutschen Bischöfe und Ludwig Kaas als Vertreter des politischen Katholizismus teil. Auf deutscher Seite waren neben von Papen Eugen Klee, Botschaftsrat der deutschen Botschaft am Heiligen Stuhl, und der Ministerialdirektor im Innenministerium Rudolf Buttmann vertreten.

### Der Vertragsabschluss

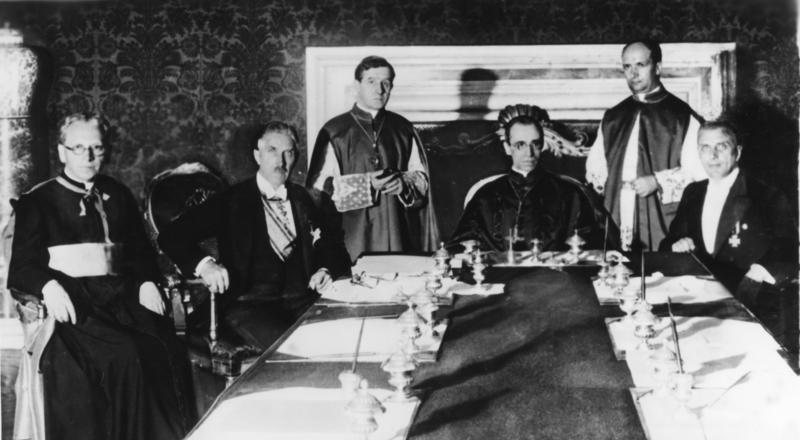
Von links nach rechts: Prälat Ludwig Kaas, Vizekanzler Franz von Papen, Unterstaatssekretär Giuseppe Pizzardo, Kardinalstaatssekretär Eugenio Pacelli und Ministerialdirektor Rudolf Buttmann während des Unterzeichnungsaktes (zwischen Pacelli und Buttmann stehend: Substitut Alfredo Ottaviani), Aufnahme aus dem Bundesarchiv

Die zweite Verhandlungsrunde erarbeitete bis zum 1. Juli den später dann auch beschlossenen Vertragstext. Die deutschen Bischöfe rieten Pacelli zur Annahme, da sie vermutlich fürchteten, die deutschen Katholiken und die katholischen Verbände könnten bei einem Scheitern des Konkordatsabschlusses noch härteren Repressionen unterliegen.
Von Papen holte am 2. Juli Hitlers Zustimmung zum Entwurf ein. Nach der erzwungenen Selbstauflösung von Bayerischer Volkspartei und Zentrumspartei am 4. bzw. 5. Juli entfiel für den Heiligen Stuhl auch eine Rücksichtnahme auf den politischen Katholizismus und so folgte am 8. Juli die Paraphierung durch die Verhandlungspartner. Noch am selben Tag hob Hitler in einer Verordnung alle Zwangsmaßnahmen gegen katholische Organisationen und Geistliche auf und bestätigte so die Hoffnungen, die die katholische Seite in das Konkordat gesetzt hatte.
Am 20. Juli wurde das Reichskonkordat im Vatikan feierlich durch Pacelli und von Papen unterzeichnet, die Ratifizierung durch das Deutsche Reich erfolgte am 10. September 1933.

### Der Vertrag
Das Konkordat regelt die wechselseitigen Rechte und Pflichten des Deutschen Reiches und der katholischen Kirche im Reichsgebiet.

#### Form des Vertrags
Das Konkordat besteht aus drei Teilen:
- Die ausgehandelten Ergebnisse wurden in 34 Artikeln festgeschrieben.
- Ein Zusatzprotokoll enthält nähere Bestimmungen zu 13 Artikeln.
- Ein Anhang regelte für die geplante Einführung einer allgemeinen Wehrpflicht die Befreiung der Priesteramtskandidaten von diesem Militärdienst sowie im Falle der Mobilisierung die Zuziehung der Kleriker, Ordensleute und Priesteramtskandidaten in den Sanitätsdienst.

Während die ausgehandelten Ergebnisse und das Zusatzprotokoll veröffentlicht wurden, wurde der Anhang geheim gehalten, da seine Regelungen gegen den Versailler Vertrag verstießen.
Ein vierter Teil sollte die gemäß Artikel 31 geschützten katholischen Organisationen aufzählen und erst später unterzeichnet werden; dazu kam es aber nicht mehr.

#### Inhalt des Vertrags
Die wesentlichen Vereinbarungen des Konkordats sind:
- Freiheit des Bekenntnisses und der öffentlichen Ausübung der katholischen Religion (Artikel 1)
- Fortbestand des Bayerischen Konkordats von 1924, des Preußischen Konkordats von 1929 und des Badischen Konkordats von 1932 (Artikel 2)
- Ein Botschafter des Deutschen Reiches wird beim Heiligen Stuhl residieren, ein päpstlicher Gesandter in der Hauptstadt des Reiches. (Artikel 3)
- freie Korrespondenz zwischen dem Heiligen Stuhl und allen deutschen Katholiken (Artikel 4)
- Geistliche erhalten den gleichen Schutz des Staates wie Staatsbeamte (Artikel 5)
- Kleriker und Ordensleute sind frei von der Verpflichtung zur Übernahme öffentlicher Ämter (Artikel 6)
- Anerkennung des Nihil obstat durch den Staat (Artikel 7)
- keine Zwangsvollstreckung in das Amtseinkommen der Geistlichen (Artikel 8)
- Schutz der „Pflicht der seelsorgerlichen Verschwiegenheit“ und damit u. a. des Beichtgeheimnisses (Artikel 9)
- Geistliche Kleidung darf nur von Geistlichen getragen werden. Strafbewehrt wie der Missbrauch militärischer Uniformen (Artikel 10)
- Bestandssicherung für die Diözesanorganisation und -zirkumskription und Regelung bei Neubildungen oder Änderungen (Artikel 11)
- Regelung zur Einrichtung oder Umwandlung kirchlicher Ämter (Artikel 12)
- Kirchengemeinden und andere Kirchenorganisationen sind Körperschaften des öffentlichen Rechts (Artikel 13)
- Recht der Kirchen auf Erhebung von Kirchensteuern (Schlussprotokoll zu Artikel 13)
- Recht der Kirche zur freien Besetzung ihrer Ämter, aber staatliches Vetorecht (Politische Klausel) für neu ernannte Bischöfe, Ausdehnung des Bischofswahlrechts der Domkapitel nach dem Modell des Badischen Konkordats auf die Diözesen Mainz, Rottenburg und Meißen, wissenschaftliche Hochschulbildung als Voraussetzung für das geistliche Amt (Artikel 14)
- Regelungen zu Orden und religiösen Genossenschaften, insbesondere zur (deutschen) Staatsangehörigkeit der Geistlichen Ordensoberen (Artikel 15)
- Treueeid der Bischöfe „in die Hand des Reichsstatthalters“: „Vor Gott und auf die Heiligen Evangelien schwöre und verspreche ich, so wie es einem Bischof geziemt, dem Deutschen Reich und dem Lande… Treue. Ich schwöre und verspreche, die verfassungsmäßig gebildete Regierung zu achten und von meinem Klerus achten zu lassen. In der pflichtmäßigen Sorge um das Wohl und das Interesse des deutschen Staatswesens werde ich in Ausübung des mir übertragenen geistlichen Amtes jeden Schaden zu verhüten trachten, der es bedrohen könnte.“ (Artikel 16)
- Schutz von Eigentum, Vermögen, Rechten und gottesdienstlichen Gebäuden (Artikel 17)
- Staatsleistungen an die Kirche können nur „im freundschaftlichen Einvernehmen“ abgeschafft werden. (Artikel 18)
- Garantie der katholisch-theologischen Fakultäten (Artikel 19)
- Selbstbestimmungsrecht der Kirche hinsichtlich der Ausbildung des Klerus (Artikel 20)
- Katholischer Religionsunterricht ist ordentliches Lehrfach. (Artikel 21)
- Katholische Religionslehrer dürfen nur mit Zustimmung des Bischofs eingestellt werden. (Artikel 22)
- Beibehaltung und Neueinrichtung katholischer Bekenntnisschulen (Artikel 23)
- Lehrer an kath. Volksschulen müssen der kath. Kirche angehören und den Erfordernissen der kath. Bekenntnisschule entsprechen; Schaffung von Einrichtungen zur Ausbildung katholischer Lehrer (Artikel 24)
- Gründung und Führung von Privatschulen durch Orden und religiöse Kongregationen (Artikel 25)
- Erlaubnis zur kirchlichen Trauung vor der Ziviltrauung in Todesgefahr und „Fällen sittlichen Notstandes“ (Artikel 26)
- Garantie der unabhängigen (exemten) Militärseelsorge unter Leitung des Armeebischofs (Artikel 27)
- Zulassung bzw. Einrichtung der Seelsorge in „Krankenhäusern, Strafanstalten und sonstigen Häusern der öffentlichen Hand“ (Artikel 28)
- Behandlung kath. Angehöriger „einer nichtdeutschen völkischen Minderheit“ wie die der „Angehörigen deutscher Abstammung und Sprache“ im Staat dieser Minderheit (Artikel 29)
- Verpflichtung, an Sonntagen und gebotenen Feiertagen „im Anschluß an den Hauptgottesdienst […] für das Wohlergehen des Deutschen Reiches und Volkes“ zu beten (Artikel 30)
- Katholische Vereinigungen dürfen nur innerhalb staatlicher Verbände tätig werden, außerhalb davon nur für rein religiöse, rein kulturelle und karitative Aufgaben. Welche Verbände das sind, wird später vereinbart. Staatliche Verbände werden religiöses Verhalten nicht behindern. (Artikel 31)
- Der Heilige Stuhl erlässt Bestimmungen, die für die Geistlichen und Ordensleute die Mitgliedschaft in politischen Parteien und „Tätigkeit für solche Parteien“ ausschließen. (Artikel 32)
- Das Reich wird für nicht-katholische Konfessionen gleichartige Regelungen treffen. (Schlussprotokoll zu Artikel 32)

#### Inhalt des Geheimanhangs
„Im Falle einer Umbildung des gegenwärtigen deutschen Wehrsystems im Sinne der Einführung einer allgemeinen Wehrpflicht wird die Heranziehung von Priestern und anderen Mitgliedern des Welt- und Ordensklerus zur Leistung der Militärdienstpflicht im Einvernehmen mit dem Heiligen Stuhl nach Maßgabe etwa folgender Leitgedanken geregelt werden:
a) Die in kirchlichen Anstalten befindlichen Studenten der Philosophie und Theologie, welche sich auf das Priestertum vorbereiten, sind vom Militärdienst und den darauf vorbereitenden Übungen befreit, ausgenommen im Fall der allgemeinen Mobilisierung.
b) Im Fall einer allgemeinen Mobilisierung sind die Geistlichen, die in der Diözesanverwaltung oder in der Militärseelsorge beschäftigt sind, von der Gestellung frei. Als solche gelten die Ordinarien, die Mitglieder der Ordinariate, die Vorsteher der Seminare und kirchlichen Konvikte, die Seminarprofessoren, die Pfarrer, Kuraten, Rektoren, Koadjutoren und die Geistlichen, welche dauernd einer Kirche mit öffentlichem Gottesdienst vorstehen.
c) Die übrigen Geistlichen treten, falls sie tauglich erklärt werden, in die Wehrmacht des Staates ein, um unter der kirchlichen Jurisdiktion des Armeebischofs sich der Seelsorge bei den Truppen zu widmen, falls sie nicht zum Sanitätsdienst eingezogen werden.
d) Die übrigen Kleriker in sacris oder Ordensleute, die noch nicht Priester sind, sind dem Sanitätsdienst zuzuteilen. Dasselbe soll im Rahmen des Möglichen mit den unter a) erwähnten Priesteramtskandidaten geschehen, die noch nicht die höheren Weihen erhalten haben.“

### Folgen des Konkordats
Durch den Konkordatsabschluss mit dem Heiligen Stuhl war es den Nationalsozialisten gelungen, viele ihrer Kritiker aus dem politischen Katholizismus vorläufig ruhigzustellen und das verbreitete Misstrauen von Teilen der katholischen Bevölkerung gegen den von ihnen als unchristlich und kirchenfeindlich angesehenen Nationalsozialismus abzuschwächen. Gleichzeitig war es dem Heiligen Stuhl gelungen, die noch junge staatliche Souveränität des Vatikans durch internationale Anerkennung auf Staatsebene zu stärken und die Forderungen der Kurie, die von den Regierungen der Weimarer Republik stets zurückgewiesen worden waren, durchzusetzen.
Aus dem Lager überzeugter Nationalsozialisten gab es schon kurz nach Konkordatsabschluss nicht wenige Stimmen, die in dem Vertrag ein inakzeptables Zugeständnis der Regierungsseite erblickten und in den Folgejahren massiv die einseitige Aufkündigung durch den Staat einforderten, so z. B. Joseph Roth aus dem Reichskirchenministerium. Ihre Strategie wäre möglicherweise ans Ziel gelangt, wenn Hitler nicht seit Kriegsbeginn offene Auseinandersetzungen mit der Kirche hätte vermeiden wollen.
Einmalig dürfte das ausführliche Geheimgutachten des an der Staatlichen Akademie Braunsberg Kirchenrecht lehrenden katholischen Priesters Hans Barion (1899–1973) zum Reichskonkordat sein, das dieser noch im Sommer 1933 für Berliner Ministerialkreise verfasste und das vor nicht allzu langer Zeit wiederentdeckt wurde. Der nationalsozialistisch positionierte Theologe versucht darin nicht nur, das Konkordat als eminente Niederlage des Staates gegenüber dem „politischen Katholizismus“ der römischen Kurie darzustellen, sondern legt auch subtile Vorschläge zu einer möglichst staatsfreundlichen Auslegungspraxis vor.
Insgesamt wird allerdings das Konkordat nicht nur innenpolitisch, sondern auch international zumeist als ein nicht zu unterschätzender Prestigegewinn für Hitler beurteilt. Zwar war dem Deutschen Reich nach der sogenannten Machtergreifung bereits vor Abschluss des Konkordats die Verlängerung des Berliner Vertrages mit der UdSSR und der Neuabschluss des Viererpakts gelungen, das Konkordat stellte aber dennoch den bis dahin größten – auch als Form der moralischen Anerkennung hoch anzusiedelnden – Erfolg der nationalsozialistischen Außenpolitik dar.
Die in Artikel 27 garantierte Unabhängigkeit der Militärseelsorge wurde im Zweiten Weltkrieg häufig missachtet und Befehle wurden durch Militärs an Priester gegeben und von diesen befolgt.
Die katholischen Verbände erhielten durch das Konkordat eine Atempause, da die Repressionen ihnen gegenüber tatsächlich kurzfristig abflauten. Auch wenn der Kampf der Nationalsozialisten gegen den Verbandskatholizismus schon wenige Wochen nach dem Konkordatsabschluss wieder aufgenommen wurde, schützten die Vereinbarungen des Artikel 31 die Verbände jedoch insofern, als sie zwar durch Druck des Regimes beständig in ihrer Mitgliederzahl schrumpften, jedoch bis zum Ende des Regimes einer vollkommenen Gleichschaltung entgingen und organisatorisch Reste von Eigenständigkeit bewahren konnten. Voraussetzung für die Weiterexistenz war freilich die politische Enthaltsamkeit der Verbände. Tatsächlich zogen sich etwa die großen sozialen Organisationen verstärkt in den Binnenraum der Kirche zurück. Nicht unter das Konkordat fielen die offiziell überkonfessionellen, aber katholisch geprägten christlichen Gewerkschaften, die dann auch im Frühjahr 1933 aufgelöst wurden.
Das Abrücken des Vatikans vom politischen Katholizismus führte noch vor der Unterzeichnung des Konkordats zum Ende der katholischen Parteien Zentrum und BVP. Das zusätzliche Verbot des Vatikans für den Klerus, sich in Parteien zu engagieren (Artikel 32), nahm dem politischen Katholizismus auch diese letzte Möglichkeit, sich zu äußern. Jedoch schützte es die Pfarrer und Geistlichen vor einer Mitarbeit in der NSDAP und wirkte auch hier als Mittel, der Gleichschaltung der katholischen Kirche zu entgehen, eine Folge, die das NS-Regime sicher so nicht beabsichtigt hatte.
Historisch umstritten ist bis heute, wie das Konkordat und seine Folgen im Rückblick politisch zu bewerten sind. Es werden alle Positionen vertreten zwischen ausdrücklicher Kritik und dezidiert positiver Bewertung, je nachdem wie das wirkliche Ausmaß der internationalen und innenpolitischen Wirkung und der Handlungsspielraum der Beteiligten eingeschätzt werden. Teilweise spielt in der Beurteilung der weltanschauliche Standpunkt eine Rolle.

### Nachkonkordatszeit
Erst als die Nationalsozialisten immer mehr Teile der Konkordatsvereinbarungen brachen oder schlicht ignorierten, kam es im deutschen Episkopat zu offener Kritik. Zuvor hatten die Bischöfe weitgehend geschwiegen und auf Interventionen zugunsten bedrohter katholischer Verbände und Tageszeitungen verzichtet, vielfach mit der Begründung, die Lage der Katholiken nicht noch durch öffentliche Gegnerschaft der Bischöfe zu Hitler zu verschlimmern. Es gab aber auch Oberhirten wie den Freiburger Erzbischof Gröber, die mit der nationalsozialistischen Politik sympathisierten und von daher die Repressionen gegen katholische Vereine und Tageszeitungen lediglich für „Auswüchse untergeordneter Parteistellen“ hielten. Seit Ende 1935 gab es heftige Auseinandersetzungen zwischen Teilen der katholischen Kirche und der Regierung Hitler um das Schulwesen, die Orden und die Verfolgung Geistlicher in den Devisen- und Sittlichkeitsprozessen. Die Kritik an der NS-Kirchenpolitik gipfelte schließlich in der Enzyklika Mit brennender Sorge (1937) von Papst Pius XI. Darin warf Pius den Nationalsozialisten vor, dass „Vertragsumdeutung, die Vertragsumgehung, die Vertragsaushöhlung, schließlich die mehr oder minder öffentliche Vertragsverletzung zum ungeschriebenen Gesetz des Handelns gemacht wurden“. Der Protest blieb allerdings weitgehend wirkungslos.

## Fortdauer des Vertrags nach 1945
Nach dem Zweiten Weltkrieg war zunächst umstritten, ob das Reichskonkordat weiterhin Bestand habe, weil es die Konfessionsschule vorschrieb. Bei den Vorberatungen zu Artikel 7 des Grundgesetzes (Schulwesen und Religionsunterricht) wurden wiederholt Anträge gestellt, um Regelungen des Reichskonkordats in das Grundgesetz zu übernehmen. Die Anträge drangen jedoch nicht durch, und der Begriff des katholischen Religionsunterrichts, welcher im Reichskonkordat betont wird, wurde im Grundgesetz nicht verwendet. Wie der Staatsrechtler Carlo Schmid in seinen Erinnerungen berichtete, kam auch die „nazifreundliche Haltung gewisser Stellen der katholischen Hierarchie Deutschlands“ während der Zeit des Nationalsozialismus zur Sprache. Schließlich habe man das Problem in der allgemeinen Formulierung des Artikel 123 des Grundgesetzes über die Fortgeltung von Recht und Verträgen versteckt. Dieser Grundgesetzartikel erklärte alle vom Deutschen Reich geschlossenen Staatsverträge für gültig, wenn sie bestimmte formale Voraussetzungen erfüllten. Das Reichskonkordat war mit Art. 123 Absatz 2 GG implizit anerkannt, ohne dass man es aufzuführen brauchte. Einer der Gründe war laut Schmid, dass im Falle der Fortgeltung des Konkordats die Bistümer in den Ostgebieten des Deutschen Reiches vom Vatikan als Bistümer in Deutschland behandelt werden würden, solange diese nur unter polnischer Verwaltung standen, aber (noch) nicht formal abgetreten waren.
Als das Land Niedersachsen ein neues Schulgesetz erließ, das im Widerspruch zu den Vereinbarungen des Reichskonkordats stand, kam es zu Meinungsverschiedenheiten zwischen Niedersachsen und der Bundesregierung, die deshalb im März 1955 das Bundesverfassungsgericht anrief.

### Das Konkordatsurteil des Bundesverfassungsgerichts
Auf Beanstandung des Apostolischen Nuntius Aloysius Muench beantragte die Bundesregierung, das Bundesverfassungsgericht möge feststellen, dass das Reichskonkordat vom 20. Juli 1933 in der Bundesrepublik Deutschland unverändert fortgeltendes Recht sei und dass das Land Niedersachsen durch Erlass der §§ 2, 3, 5, 6 und 8–15 des Gesetzes über das öffentliche Schulwesen in Niedersachsen vom 14. September 1954 gegen das in Bundesrecht transformierte Reichskonkordat verstoßen und damit das Recht des Bundes auf Respektierung der für ihn verbindlichen internationalen Verträge verletzt habe. Die Regierung des Landes Niedersachsen beantragte, den Antrag der Bundesregierung abzuweisen. Die Landesregierungen von Bremen und Hessen traten dem Verfahren bei und beantragten, die Anträge der Bundesregierung zurückzuweisen.
Die Akten des Auswärtigen Amts und der Reichskanzlei bezüglich des Konkordats wurden auf Anordnung des Gerichts vorgelegt. Vom 4. bis 8. Juni 1956 wurde mündlich verhandelt. Das Land Hessen stellte einen Beweisantrag, woraufhin das Gericht der Bundesregierung aufgab, ihren gesamten Schriftwechsel mit dem Heiligen Stuhl bezüglich des Reichskonkordats vorzulegen.
Im daraufhin erlassenen Konkordatsurteil vom 26. März 1957 stellte das Bundesverfassungsgericht fest, es könne als nationales Gericht nicht die völkerrechtliche Wirksamkeit zwischen den Vertragsparteien (Außenverhältnis) entscheiden. Es könne aber die innerstaatliche Wirksamkeit am Maßstab des Grundgesetzes messen. Das Reichskonkordat sei gültig zustande gekommen, die Bekanntmachung im Reichsgesetzblatt durch Reichskanzler Adolf Hitler, Reichsminister des Auswärtigen Freiherr von Neurath und Reichsminister des Innern Frick geschah am 12. September 1933.
Dabei stellte das Gericht zunächst fest, dass die Bundesrepublik Deutschland völkerrechtlich identisch mit dem Deutschen Reich ist (vgl. Rechtslage des Deutschen Reiches nach 1945). Da ungeachtet der massiven Vertragsverletzungen seitens des nationalsozialistisch regierten Deutschlands das Konkordat nie gekündigt worden sei, sondern vielmehr diese Verletzungen gerügt wurden, bestehe das Konkordat nach wie vor fort und binde die Bundesrepublik. Obwohl es auf Grundlage des nationalsozialistischen Ermächtigungsgesetzes abgeschlossen wurde und damit nicht im Verfahren zustande kam, das die Weimarer Reichsverfassung vorsah, sei die Art des Zustandekommens wie bei anderem vorkonstitutionellem Recht unschädlich, da sich die nationalsozialistische Gewaltherrschaft zu diesem Zeitpunkt bereits faktisch durchgesetzt habe.
Weil das Grundgesetz die Gesetzgebungskompetenz für das Schulrecht ausschließlich den Ländern zuweise, seien die Regelungen des Reichskonkordats insoweit Landesrecht geworden. Es frage sich also, ob die Länder bundesrechtlich gehindert seien, diese landesrechtlichen Regelungen im Widerspruch zu den völkerrechtlichen Bindungen zu ändern.
Art. 123 Abs. 2 GG, welcher die vom Deutschen Reich abgeschlossenen Staatsverträge beinhalte, sei in Hinblick auf das Reichskonkordat geschaffen worden. Der Verfassungsgeber habe seine Verbindlichkeit nicht anerkannt; er habe sie aber auch nicht abgelehnt. Das Fortgelten des Reichskonkordats sei offengeblieben, weil seine Gültigkeit und Verbindlichkeit bezweifelt worden waren und weil es den Beteiligten vorbehalten bleiben sollte, Rechte und Einwendungen gegen den Vertragsinhalt geltend zu machen.
Das Grundgesetz habe vielmehr – im Gegensatz zur Weimarer Reichsverfassung – das Schulrecht ganz bewusst ausschließlich den Ländern zugewiesen. Art. 7 GG und Art. 141 GG (die sog. Bremer Klausel) zählten nach Willen des Parlamentarischen Rates die bundesrechtlichen Bindungen abschließend auf. Das ergebe sich schon daraus, dass die „Bremer Klausel“ gegen das Reichskonkordat verstoße und daher nicht gleichzeitig die Länder auf dessen Einhaltung verpflichten könne. Folglich seien die Länder jedenfalls nicht dem Bund gegenüber verpflichtet, die Schulbestimmungen des Konkordats einzuhalten. Daher wurde der Antrag der Bundesregierung zurückgewiesen.

### Zusammenfassung der Rechtslage und Kritik
Zusammenfassend stellt sich die Rechtslage so dar, dass das Reichskonkordat Bund und Länder völkerrechtlich bindet. Das Grundgesetz hat aber – insoweit im Widerspruch zum Völkerrecht – den Ländern Möglichkeiten gegeben, von diesen Regelungen abzuweichen. Tun sie das, handeln sie möglicherweise völkerrechtswidrig, doch kann der Bund dies nicht verhindern. Nach innerstaatlichem Recht sind die Länder hierzu sogar verpflichtet, wenn Bestimmungen des Reichskonkordats im Widerspruch zu nationalem Verfassungsrecht stehen.
Mitunter wird das Reichskonkordat als einziges heute noch gültiges außenpolitisches Abkommen aus der Zeit des nationalsozialistischen Deutschen Reiches bezeichnet, was aber angesichts anderer völkerrechtlicher Verträge aus dieser Zeit zweifelhaft ist. Es gelten jedenfalls auch zahlreiche noch ältere Abkommen zum Beispiel aus der Zeit des Kaiserreichs und der Weimarer Republik fort.
Neben den Umständen des Zustandekommens des Konkordats wird von Kritikern vor allem vorgebracht, es unterlaufe die Trennung von Staat und Kirche. Artikel 18 des Konkordats schreibe staatliche Leistungen an die katholische Kirche fort und stehe damit im Widerspruch zum Artikel 138 der Weimarer Verfassung, der über Artikel 140 des Grundgesetzes weiterbesteht und fordert, dass die „auf Gesetz, Vertrag oder besonderen Rechtstiteln beruhenden Staatsleistungen an die Religionsgesellschaften durch die Landesgesetzgebung“ abzulösen seien, was in den mehr als 100 Jahren, die seit Verkündung der Weimarer Verfassung verstrichen sind, nicht geschehen ist. Dem wird allerdings von anderer Seite entgegengehalten, dass die staatlichen Leistungen abzulösen nicht bedeute, sie ersatzlos entfallen zu lassen, sondern sie stattdessen auf eine neue Rechtsgrundlage zu stellen.

### Praktische Folgen des Konkordats

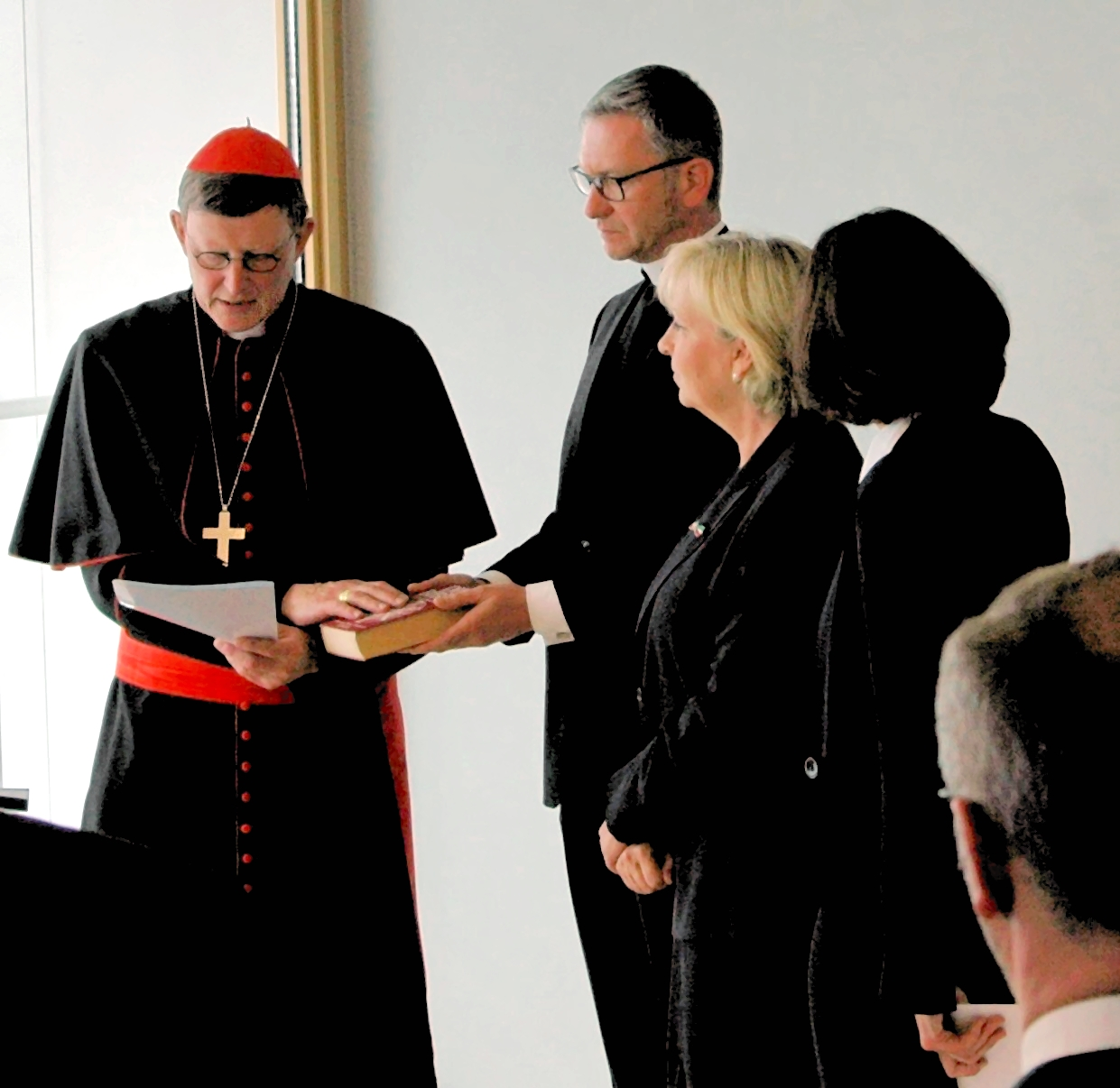
Treueeid des Kölner Erzbischofs Rainer Maria Woelki vor der nordrhein-westfälischen Ministerpräsidentin Hannelore Kraft und Staatssekretärin Jacqueline Kraege als Vertreterin des Landes Rheinland-Pfalz am 18. September 2014

Die praktischen Folgen des Konkordats bis ins 21. Jahrhundert erwachsen u. a. aus:
- Artikel 7: Wird einem Theologieprofessor die Missio canonica und somit das Nihil obstat entzogen, ist für ihn in der Regel an der betroffenen Universität eine neue Stelle einzurichten oder eine passende freie Stelle zu finden.
- Artikel 9: Kein Zugriff von Gerichten und Behörden auf Kenntnisse von Klerikern, die unter die „Pflicht der seelsorgerlichen Verschwiegenheit“ fallen.
- Artikel 13: Unmittelbarer Einbehalt der Kirchensteuer.
- Artikel 16: Vor Amtsantritt hat jeder neue Bischof den Treueeid beim Ministerpräsidenten zu leisten.
- Artikel 22: Kath. Religionslehrer verlieren bei Entzug der Missio canonica durch den Bischof die Erlaubnis zum Religionsunterricht und ggf. den Beamten-/Angestelltenstatus.
- Artikel 27: Für die Militärseelsorge werden Ausgaben für Personal, Geschäftsbetrieb, Kfz und Räumlichkeiten aus dem Verteidigungshaushalt bestritten.
- Artikel 31, letzter Satz: Grundsätzlich keine Veranstaltungen (z. B. Fußballspiele) während der Hauptgottesdienste.
- Geheimanhang, Absatz a): Priesteramtskandidaten sind vom Grundwehrdienst in der Bundeswehr befreit.[20]

## Literatur

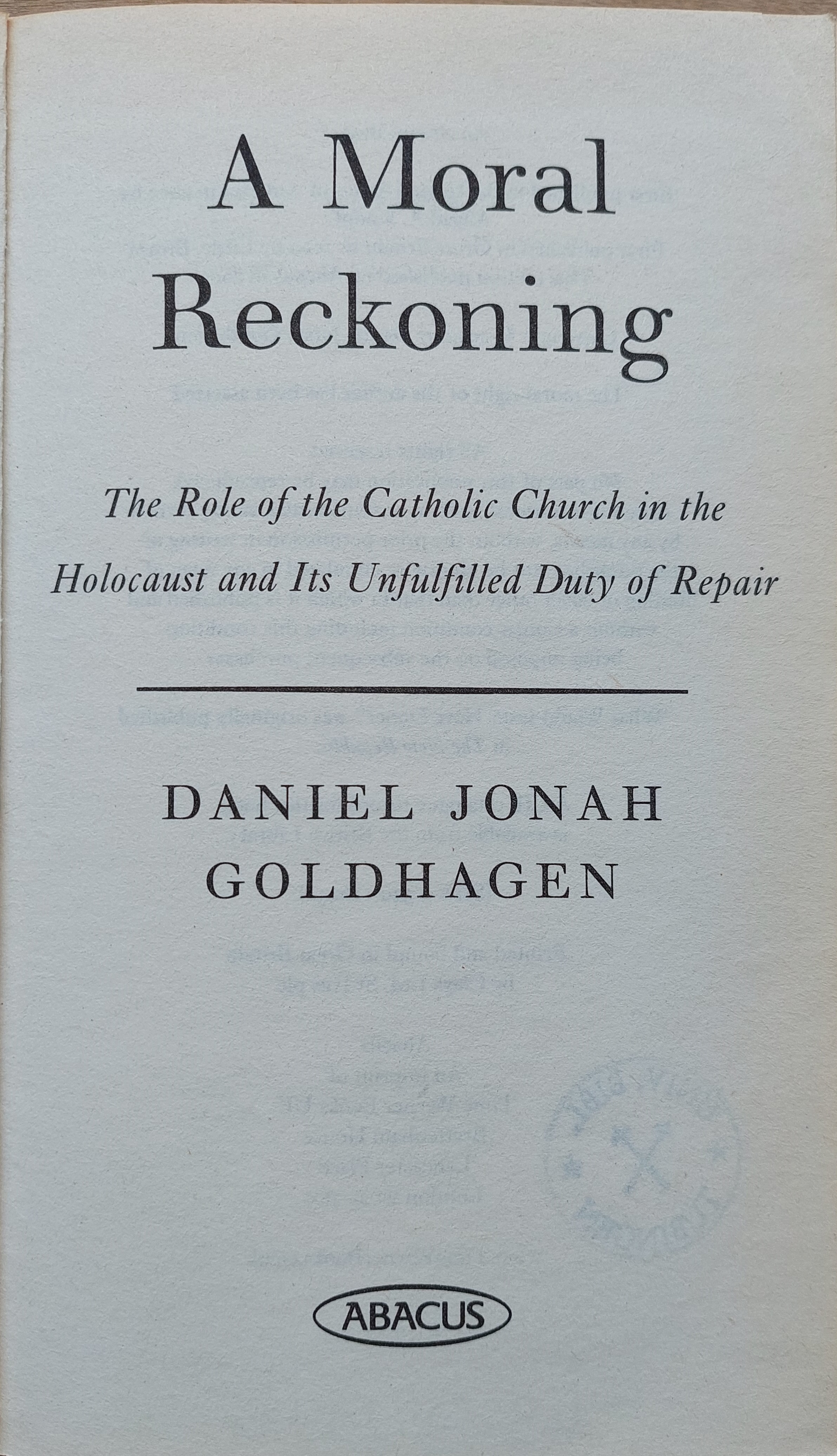
Daniel Jonah Goldhagen (2003)